# Lasse Berghagen
Lars Nils (Lasse) Berghagen (Enskede-Årsta-Vantör, 13 mei 1945 – Solna, 19 oktober 2023) was een Zweedse zanger, liedjesschrijver en acteur.

## Carrière
Berghagen bracht zijn eerste album op 19-jarige leeftijd uit in 1965, vier jaar later bracht hij de single Teddybjörnen Frediksson uit.
In 1975 had hij de eer om Zweden thuis te mogen vertegenwoordigen op het Eurovisiesongfestival na de overwinning van ABBA. Met Jennie, Jennie werd hij 8ste.
Van 1994 tot 2003 presenteerde hij de zangshow Allsång på Skansen, die sinds de jaren 80 elke zomer live op tv komt. Door zijn presentatie gingen de kijkcijfers omhoog van 600.000 naar 2.000.000, wat naar Zweedse normen zeer hoog was.
In 2003 werd hij ambassadeur van UNICEF.

## Privéleven
Berghagen was drie jaar getrouwd met Barbro Svensson, beter bekend als zangeres Lill-Babs, en kreeg met haar een dochter, actrice Malin Berghagen. Met zijn tweede echtgenote kreeg hij eveneens een dochter.
In oktober 2023 overleed Berghagen op 78-jarige leeftijd in een ziekenhuis in Solna, nadat hij daar een maand eerder was opgenomen wegens hartproblemen en een hartklep werd vervangen.
1958: Alice Babs · 
1959: Brita Borg · 
1960: Siw Malmkvist · 
1961: Lill-Babs · 
1962: Inger Berggren · 
1963: Monica Zetterlund · 
1965: Ingvar Wixell · 
1966: Lill Lindfors & Svante Thuresson · 
1967: Östen Warnerbring · 
1968: Claes-Göran Hederström · 
1969: Tommy Körberg · 
1971: Family Four · 
1972: Family Four · 
1973: Nova · 
1974: ABBA · 
1975: Lasse Berghagen · 
1977: Forbes · 
1978: Björn Skifs · 
1979: Ted Gärdestad · 
1980: Tomas Ledin · 
1981: Björn Skifs · 
1982: Chips · 
1983: Carola · 
1984: Herreys · 
1985: Kikki Danielsson · 
1986: Lasse Holm & Monica Törnell · 
1987: Lotta Engberg · 
1988: Tommy Körberg · 
1989: Tommy Nilsson · 
1990: Edin-Ådahl · 
1991: Carola · 
1992: Christer Björkman · 
1993: Arvingarna · 
1994: Marie Bergman & Roger Pontare · 
1995: Jan Johansen · 
1996: One More Time · 
1997: Blond · 
1998: Jill Johnson · 
1999: Charlotte Nilsson · 
2000: Roger Pontare · 
2001: Friends · 
2002: Afro-Dite · 
2003: Fame · 
2004: Lena Philipsson · 
2005: Martin Stenmarck · 
2006: Carola · 
2007: The Ark · 
2008: Charlotte Perrelli · 
2009: Malena Ernman · 
2010: Anna Bergendahl · 
2011: Eric Saade · 
2012: Loreen · 
2013: Robin Stjernberg · 
2014: Sanna Nielsen · 
2015: Måns Zelmerlöw · 
2016: Frans · 
2017: Robin Bengtsson · 
2018: Benjamin Ingrosso · 
2019: John Lundvik · 
2021: Tusse · 
2022: Cornelia Jakobs · 
2023: Loreen · 
2024: Marcus & Martinus · 
2025: KAJ
- Bibsys: 3046266
- Gemeinsame Normdatei: 134606450
- International Standard Name Identifier: 0000 0000 7101 8436
- Library of Congress Control Number: n96011836
- MusicBrainz: caf8eb3e-f894-48c8-a7f3-ab54cf860296
- Nationale Bibliotheek van Israël: 987007315938505171
- LIBRIS: 203130
- Virtual International Authority File: 26321737
- WorldCat: E39PBJwd94TFjRMBXh936GBByd